# ロマンス (1999年のテレビドラマ)
『ロマンス』 は、つかこうへいの戯曲。『いつも心に太陽を』（いつもこころにたいようを）と題しPARCO西武劇場「平田満ひとり会」として1979年2月8日に初演、『平凡パンチ』（マガジンハウス）1979年3月26日号に掲載の後、1982年4月刊行の『蒲田行進曲 - 戯曲 つかこうへい新作集』（角川書店）に収録された。『ロマンス』として改題・改訂され、北区つかこうへい劇団第4回公演として1997年に再演された。
つか自身により小説化され、1999年に日本テレビ系列でテレビドラマ化されている。

## あらすじ
新人ジャーナリストのみづきは、オリンピックの有力候補である水泳選手・繁への取材を通じ、互いに惹かれあい、付き合うようになる。ある日、全国大会が行われる沖縄で、繁は幼なじみの純平と再会。だが純平は繁に対し、友情以上の感情を抱いていた。

## 書誌情報
- 蒲田行進曲 - 戯曲 つかこうへい新作集（1982年4月、角川書店、ISBN 978-4-04-876011-9）
- つかこうへい戯曲・シナリオ作品集〈3〉（1989年1月、白水社、ISBN 978-4-560-03488-0）
- 寝盗られ宗介'96/ロマンス'97（1997年4月、三一書房、ISBN 978-4-380-97239-3）

## 小説
「ロマンス」と題し短編小説として『野性時代』（角川書店）1979年3月号に掲載の後、短編集『いつも心に太陽を』に収録され、その後『青春 父さんの恋物語』（せいしゅん とうさんのこいものがたり）と改題して長編小説化され1986年6月に角川書店より刊行された。
『ロマンス』へと再び改題し光文社文庫より1998年7月に再刊、翌1999年に日本テレビ系列でテレビドラマ化されている。

### 書誌情報（小説）
- いつも心に太陽を（1980年5月、角川文庫、ISBN 978-4-04-142206-9）
- 青春 父さんの恋物語（1986年6月6日、角川書店、ISBN 978-4-04-872446-3）
- 青春 父さんの恋物語（1988年6月、角川文庫、ISBN 978-4-04-142227-4）
- ロマンス（1998年7月、光文社文庫 つかこうへい演劇館、ISBN 978-4-334-72647-8）
- ロマンス（戯曲&小説）[3]（2010年7月29日、トレンドシェア、ISBN 978-4-905090-03-8）
- いつも心に太陽を（短編小説集）/定本ヒモのはなし（戯曲&演出ノート）[3]（2010年7月29日、トレンドシェア、ISBN 978-4-905090-21-2）

## テレビドラマ
1999年4月12日から6月28日まで日本テレビ系列で毎週月曜22:00 - 22:54（JST）に放送された、讀賣テレビ放送制作のテレビドラマである。
つかこうへいの舞台「いつも心に太陽を」（のちに「ロマンス」に改題）を基にしており、北区つかこうへい劇団も協力していた。

### キャスト
| - 倉沢みづき：宮沢りえ - 青木繁：池内博之 - 村上純平：吉田智則 - 矢野ゆり子：雛形あきこ - 織田一哉：加藤晴彦 - 青木雄一郎：風間杜夫 - 筧耕太郎：西村和彦 - 若月健造：平田満 - 村上文江：泉ピン子 - 倉沢琴絵：竹内結子 - 羽野晶紀 - 金城剛：山田純大 - 杉田沙知代：清水ミチコ - サミー：松村邦洋 - 筧美奈子：秋本奈緒美 - 青木里佳：河合美智子 - 白井孝男：西岡徳馬 - 石丸謙二郎 - 宮内知美 - 乾明彦：松尾敏伸 - 高島郷 - 池田幹 - 重松収 - 熊川哲也（オープニング映像のダンサー） | ゲスト出演 - 茅野イサム（第1話） - 井上淳士（第2話） - 池田幹（第3話） - 井上淳士（第3話） - 津村鷹志（第4話） - 甲本雅裕（第7、8話） - 大河内浩（第8話） - 大高洋夫（第8話） - 進藤亮：美木良介（第10話） - 金田明夫（第10話） - 井口成人（第10話） - 木下浩之（第10話） - 嵯峨聖子（第10話） - 金田明夫（第11話） - 秋山冴子：加賀まりこ（第11話）（スペシャルサンクス） - 向井秀雄：国広富之（第12話） - 春田純一（第12話） - 鶴田忍（第12話） - 伊藤紘（第12話） - 筧裕太：春山幹介（第12話） - ジミー：山中聡（第12話） - トオル：吉浦陽二（第12話） - 高島由佳（第12話） - 木下篤史（第12話） - 伏見哲夫（第12話） |

### スタッフ
- 原作：つかこうへい『ロマンス』（光文社文庫）
- 脚本：長谷川康夫、小川智子、飯田健三郎
- 演出：森一弘、日名子雅彦、冨塚博司
- プロデューサー：黒沢淳、岡本俊次、竹綱裕博、村上研一郎
- タイトルバック制作：片岡K
- タイトルバック出演：熊川哲也
- 看護指導：石田喜代美
- 医事監修：工藤眞
- 協力：酒井プロデュースオフィス、北区つかこうへい劇団
- 撮影協力：ホテル日航アリビラ、尾道国際ホテル、東京逓信病院、武蔵大学、東海大学、MIビル、日本エアシステム、丸善有楽町店、他
- 制作協力：テレパック
- 制作著作：よみうりテレビ

### 受賞歴
- 第21回ザテレビジョンドラマアカデミー賞
  - 新人俳優賞（吉田智則）

### テーマ曲
主題歌
- 『WIRED』 TRF （avex trax）

挿入歌
- 『WISH』 / 『MADE TO BE IN LOVE』 hitomi （avex trax）
- 『Free Bird』 / 『This Song』 黒沢健一

### サブタイトル
| 第1話                                                     | 1999年4月12日 | 恋愛変奏曲         | 11.9% |
| 第2話                                                     | 1999年4月19日 | 私の彼を奪う彼     | 10.2% |
| 第3話                                                     | 1999年4月26日 | 禁断愛に負けない!  | 9.4%  |
| 第4話                                                     | 1999年5月03日 | 男と女のあやまち!  | 9.0%  |
| 第5話                                                     | 1999年5月10日 | 誰の子?            | 7.0%  |
| 第6話                                                     | 1999年5月17日 | 愛と憎しみの別れ   | 8.0%  |
| 第7話                                                     | 1999年5月24日 | 愛の殺意           | 8.2%  |
| 第8話                                                     | 1999年5月31日 | 女の決心           | 8.2%  |
| 第9話                                                     | 1999年6月07日 | 夜明けに死ぬ愛     | 7.0%  |
| 第10話                                                    | 1999年6月14日 | 引き裂かれた結婚式 | 8.0%  |
| 第11話                                                    | 1999年6月21日 | シドニー炎上       | 7.5%  |
| 最終話                                                    | 1999年6月28日 | 愛 最後の審判      | 7.3%  |
| 平均視聴率 8.6%（視聴率は関東地区・ビデオリサーチ社調べ） |               |                    |       |

### 関連商品
- ロマンス Vol.1～Vol.4(バップ)2000年1月21日発売 VHSの単品商品
- ロマンス オリジナル・サウンドトラック(ポニーキャニオン)1999年5月19日発売

| 読売テレビ 月曜10時枠の連続ドラマ                 | 読売テレビ 月曜10時枠の連続ドラマ | 読売テレビ 月曜10時枠の連続ドラマ |
| 前番組                                            | 番組名                            | 次番組                            |
| ------------------------------------------------- | --------------------------------- | --------------------------------- |
| ボーダー 犯罪心理捜査ファイル （1999.1.11 - 3.8） | ロマンス （1999.4.12 - 6.28）     | 女医 （1999.7.5 - 9.13）          |